# Кузник, Борис Ильич
Борис Ильич Ку́зник (17 сентября 1927, Оренбург — 13 мая 2023, Чита) — советский и российский физиолог, доктор медицинских наук, профессор Читинской государственной медицинской академии. Признанный авторитет в области сосудисто-тромбоцитарного гемостаза, свёртывания крови и фибринолиза, один из основоположников советской и российской гемостазиологии.

## Биография
Родился 17 сентября 1927 года в Оренбурге, в семье учёного в области гидрологии и агромелиорации, профессора Ильи Абрамовича Кузника (1898—1980), впоследствии заведующего кафедрой общего и орошаемого земледелия Саратовского сельскохозяйственного института, и Мирры Иосифовны Круткович (1899—1958). В 1931 году семья переехала в Саратов, где в 1942 и 1943 годах он работал токарем на заводе «Серп и молот» и одновременно учился в школе рабочей молодёжи, которую окончил в 1945 году.
В 1945—1951 годах обучался в Саратовском медицинском институте, после чего работал участковым педиатром, затем заведующим отделением и главным врачом детской больницы в Каменске-Уральском Свердловской области.
С 1955 года работал в Читинском медицинском институте (с 1995 года — Читинская государственная медицинская академия) ассистентом, затем доцент (с 1959 года), заведующий кафедрой нормальной физиологии (с 1962 года). С 1997 года — профессор, почетный заведующий кафедрой.
Председатель Читинских отделений Физиологического научного общества имени И. П. Павлова (1962—2006) и Геронтологического общества при Российской академии наук.
Автор более десятка научно-популярных и художественных книг, издававшихся в Чите и Москве, член Союза писателей России с 2006 года.
Один из основателей (1964) и в течение 20 лет режиссёр и художественный руководитель студенческого театра «Бицепс».
Вёл активный образ жизни, пропагандировал умеренные занятия физической культурой.
Скончался после продолжительной болезни 13 мая 2023 года на 96-м году жизни в Чите.

## Научная деятельность
Разрабатывал научные направления: роль форменных элементов крови и сосудистой стенки в регуляции системы гемостаза; ДВС-синдром в эксперименте и клинике; взаимосвязи иммунитета, гемостаза и неспецифической резистентности организма; основы биорегулирующей терапии. В 1954 году в Свердловске защитил кандидатскую диссертацию на тему «Влияние фолликулина, прогестерона, плацентина и спермина на свёртываемость крови и время кровотечения». С 1955 года уже в Чите им начаты работы по изучению нейрогуморальной регуляции морфологического состава и свёртывания крови. Результаты исследований легли в основу докторской диссертации на тему «О роли форменных элементов крови и тканевых факторов сосудистой стенки в процессе гемостаза», защищённой в 1965 году.
В 1962 году совместно с М. А. Котовщиковой разработал метод определения фибринолитической активности крови и ректракции кровяного сгустка. Исследователями отмечалась наибольшая физиологичность этого метода из известных в то время. Метод Котовщиковой — Кузника применяется в научных исследованиях и спустя полвека и др..
В 1974 году совместно с В. П. Скипетровым опубликовал монографию «Форменные элементы крови, сосудистая стенка, гемостаз и тромбоз» (М.: Медицина). Авторы экспериментально доказали, что сосудистая стенка является не только обязательным участником гемостаза, но и эффективным регулятором фибринолиза и процесса свёртывания крови путём выделения в общий кровоток тканевого тромбопластина и активаторов фибринолиза. Анализ приведённых в книге данных позволил авторам выдвинуть концепцию о существовании тканевой системы свёртывания крови, которая функционирует сопряженно с одноимённой гуморальной системой.
Стал организатором научной школы по изучению роли форменных элементов и сосудистых стенок в регуляции свёртываемости крови и фибринолиза. Академик О. К. Гаврилов (Академия медицинских наук СССР), характеризуя проводившиеся в СССР исследования нормальной и патологической физиологии свертывания крови, отмечал, что

Они дали фундаментальные данные о регуляции свертывания крови и влиянии внешних и внутренних факторов на это регулирование в нормальных и ненормальных условиях. Значительный прогресс в этом направлении был достигнут московской и читинской школами физиологов (Маркосян, 1966; Кузник, 1974). Были всесторонне изучены физиологические параметры, характеризующие взаимодействие механизмов свертывания крови с центральной нервной и иммунной системами
Оригинальный текст (англ.)They have yielded fundamental data about the regulation of blood coagulation and the effects of extrinsic and intrinsic factors which may affect this regulation in both normal and abnormal conditions. Significant progress in this direction has been made by the Moscow and Chita schools of physiologists (Markosyan, 1966; Kuznik, 1974). Phisiological parameters characterizing the interaction of blood coagulation mechanisms with the central nervous system and the immune system have been comprehensively studied

В 1983 году в соавторстве с В. Д. Михайловым и В. В. Альфонсовым опубликовал монографию «Тромбогеморрагический синдром в онкогинекологии» (Томск). В книге впервые начата разработка обширной проблемы ТГС при раке матки и его оперативном и лучевом лечении в аспекте единой системы регуляции коагуляционно-литических свойств тканей и крови. Авторами построены единообразные и эффективные схемы коррекции неспецифического ТГС, сопутствующего раку матки и возникающего в ходе его лечения на уровне как тканей, так и сосудов и внутри них.
В монографии «Иммуногенез, гемостаз и неспецифическая резистентность организма», опубликованной Б. И. Кузником в 1989 году в соавторстве с Н. В. Васильевым и Н. Н. Цыбиковым, написанной на стыке физиологии, иммунологии и гематологии авторами обобщены материалы собственных исследований и данные мировой литературы о механизмах взаимосвязи и взаиморегуляции систем иммунногенеза, гемостаза и неспецифической резистентности. В книге представлена концепция авторов о существовании иммунных механизмов регуляции ферментативного гемостаза, в том числе свёртывающей системы крови и фибринолиза.
Автор главы «Система крови» (во 2‑м и 3‑м изданиях название главы — «Физиология крови») учебника «Физиология человека», вышедшего в издательстве «Медицина» в 1997 году, и многократно переиздававшегося (стереотип. — 1998, 2000 и 2001; 2‑е изд., перераб. и доп. — 2003, 2007; 3‑е изд., перераб. и доп. — 2011, 2013). По результатам анонимного анкетирования на XVIII съезде физиологов в Казани (сентябрь 2001 года) учебник занял 1‑е место. В рецензии на главу отмечался успех, достигнутый Б. И. Кузником в выполнении сложной задачи в сжатой и доступной форме изложить обширный материал программы курса. Во 2‑м издании в главе учтены последние данные науки, изложены появившиеся новые инструментальные методы исследования системы крови.
Автор более 800 научных статей, 25 монографий и более 20 изобретений (2017).

## Награды
- Премия Правительства Российской Федерации (2005) — за учебник «Физиология человека» (в составе авторского коллектива)[28].
- Премия имени З. С. Баркагана (2009) — за выдающиеся научно-практические заслуги в отечественной гемостазиологии[29].
- Заслуженный деятель науки Российской Федерации (31 декабря 1992) — за заслуги в научной деятельности